# Róbert Tábori
Róbert Tábori, rozený Róbert Tauber (10. listopadu 1855 Bácsalmás, Rakouské císařství – 24. května 1906 Budapešť, Rakousko-Uhersko), byl maďarský židovský novinář, spisovatel a dramatik.

## Životopis
Róbert se narodil v rodině učitele Ármina Taubera a Niny roz. Grosz. Jeho sourozenci byli: Bernat (1845–1915), Moritz (1847–1868), Hermina (1849–1899), Josefa Grunbaum (1851?), Miksa (1853–1909) a Malvin Breuer (1856–1891). V procesu maďarizace přijal jméno Tábori.
Střední školu studoval v Baja, potom Univerzitu Vídeň a Budapešťskou univerzitu. Novinářskou kariéru zahájil v roce 1873 v novinách Baja, pokračoval v novinách Jász-Nagy-Kun-Szolnok a několika dalších zemských novinách. V roce 1876 se stal spolupracovníkem vídeňského deníku Fremdenblatt a později deníku Morgenpost. V letech 1881–1882 byl dopisovatelem Pesti Hírlap a Fővárosi Lapok. V letech 1883 až 1884 pracoval pro Berliner Zeitung. R. 1884 se vrátil do Budapešti a v červenci téhož roku se stal členem redakce Pesti Hírlap. Od 10. července 1887 do roku 1890 redigoval Délmagyarországi Közlöny v Temešváru, poté tři roky Magyar Ifjúság v Budapešti. Koncem 80. let 19. století byl sloupkařem pro Politik v Praze a Deutsches Heim v Berlíně. V posledních letech byl divadelním dopisovatelem Pesti Napló a od jeho založení pracoval jako zástupce redaktora v Új Idők.
Tábori byl plodný spisovatel, který si při rozsáhlé práci žurnalistické našel čas pro 53 samostatných děl. Napsal mnoho povídek pro mládež, spoustu divadelních referátů pod pseudonymem Columbus a Igricz, dramata a historické romány.

### Jeho rodina
První manželka Táboriho byla Eugénia Engel (1861–1900), kterou si vzal 29. ledna 1882 v Budapešti. Jejich děti už měly příjmení Tábori: Jenö (1882), Mária (1887), Piroska (1889–1890), spisovatelka Piroska Závodszky (1892–1947), Lili (1895) a Ilona Donáth (1897). 
16. června 1900 se v Erzsébetváros v Budapešti oženil se spisovatelkou Annou Emílií Tutsek (1865–1944), dcerou Józsefa Tutseka a Cecílie Kis. (Svědky na svatbě byli József Wolfner a Lajos Pósa.) Spolu měli syna Róberta Jenő Táboriho (1905).

## Dílo
- A szobor titka: regény (1885)
- Kulturképek: novellák (1889)
- Párbaj: regény (1890)
- Az élet folytatásokban: regény (1890)
- Ildikó (dráma, Temesvár, 1890)
- Temesvári királybíró (1892)
- A nagy játék (1893)
- Átalakulások: regény (1893)
- Szabadsághősök: regény (1894)
- Korhadt oszlopok: regény (1895)
- A negyvenéves férfiú (1897)
- Óceánia: novellák (1898)
- Megfagyott pezsgő: regény (1899)
- A királynő kesztyűi (1901)
- Beszédes Klára (novellák, 1905)
- Kétféle igazság (elbeszélések, Budapest, 1911)
- Fehér keresztek
- Azután
- Magyar vitézek párisban: ifjúsági könyvek

### V češtině
- Dvě věže – úvod František Sekanina, přeložil Bohumil Kyselý; in: 1000 nejkrásnějších novel... č. 83. Praha: J. R. Vilímek, 1915